# رز اشنایدرمن
رز اشنایدرمن (انگلیسی: Rose Schneiderman; ۶ آوریل ۱۸۸۲ – ۱۱ اوت ۱۹۷۲) از معروف‌ترین زنان رهبر سندیکا و فعال سافرجت زنان لهستانی‌الاصل اهل ایالات متحده آمریکا بود. او در پی آتش‌سوزی کارخانه بلوز تری‌انگل نقش مهمی در برگزاری رفراندوم ۱۹۱۷ که حق رأی زنان را تضمین کرد داشت. او همچنین یکی از بنیانگذاران اتحادیه آزادی‌های شهروندی آمریکا بود و بعدها مشاور رئیس‌جمهور آمریکا فرانکلین دلانو روزولت در امور کارگران شد.